# Giuseppina Ledda
Giuseppina Ledda (Cagliari, hacia 1950 - 13 de noviembre de 2015), fue una hispanista y cervantista italiana.

## Biografía
Inició su carrera en la Universidad de Pisa en los años sesenta junto al hispanista Guido Mancini, con quien realizó una edición de Miguel de Cervantes, Rinconete y Cortadillo, El licenciado Vidriera, El celoso extremeño (Pisa: Giardini Editori, 1976). Vuelta a su ciudad sarda de origen, Cagliari, junto a Dario Puccini se encargó del Colegio del Doctorado de Filología Comparada hasta su jubilación en la Universitá degli Studi de Cagliari, habiendo desempeñado dos veces la dirección del Departamento de Filologías y Literaturas Modernas (1983-1986 y 1988). Mantuvo sus contactos con la Universidad de Pisa, con la que colaboró en diversos proyectos. En 2007 se publicó en homenaje suyo Con gracia y agudeza. Studi offerti a Giuseppina, editado por Antonina Paba.

## Obras
Sus ámbitos prioritarios de investigación fueron Miguel de Cervantes, la literatura emblemática en español, terreno en que fue pionera y en que hizo contribuciones esenciales, y las relaciones de sucesos. Escribió más de cuarenta artículos en revistas especializadas y promovió y coordinó el Catálogo del fondo español antiguo de la Biblioteca Universitaria de Cagliari. Elaboró junto a Vittoria Stagno una edición de La censura de la elocuencia de Gonzalo Pérez de Ledesma (Zaragoza, 1648) en 1985. Entre sus libros destacan Contributo allo studio della letteratura emblematica in Spagna (1549-1613 (Pisa: Università di Pisa, 1970), Il "Quijote" e la linea dialogico-carnavalesca (Cagliari: Fossataro, 1974) y La parola e l'immagine. Strategie della persuasione religiosa nella Spagna secentesca (Pisa: ETS, 2003)